# Cachao
Cachao, pseudonimo di Israel López (L'Avana, 14 settembre 1918 – Coral Gables, 22 marzo 2008), è stato un contrabbassista cubano, famoso per essere stato il padre del mambo e per averlo portato al successo negli Stati Uniti durante gli anni '50.
Questo gli ha permesso di entrare nella Hollywood Walk of Fame, e di vincere dei Grammy Award. È considerato un maestro di descarga (Latin jam sessions).

## Primi anni
Cachao nacque in una famiglia di musicisti, molti dei quali contrabbassisti. A 8 anni entrò a far parte di un sepetos di bambini, suonando il bongo. In quello stesso gruppo c'era il famoso cantante Roberto Faz.
Un anno dopo, stavolta al suo amato contrabbasso, musicò un film muto nel teatro del suo quartiere e nel complesso di un pianista che divenne una vera leggenda: Ignacio Villa, meglio noto come Bola de Nieve.
I suoi genitori si assicurarono che avesse un'istruzione classica, prima a casa e poi al conservatorio. A 13 anni entrò nella famosa Orquesta Filarmónica de La Habana, sotto la guida di molti direttori tra cui Herbert von Karajan, Igor' Fëdorovič Stravinskij e Heitor Villa-Lobos.

## Carriera
López suonò il contrabbasso con suo fratello maggiore, il multi-strumentista Orestes López. I due composero insieme centinaia di brani e furono tra i maggiori musicisti nel panorama musicale cubano dagli anni trenta agli anni cinquanta. Introdussero il nuevo ritmo alla fine degli anni trenta, che è l'unione del danzón e dei ritmi africani, che successivamente portò alla creazione del mambo.
Un importante avvenimento ha avuto luogo nel 1957, quando Cachao riunì un gruppo di musicisti alle prime luci del mattino, dopo una movimentata notte nei famosi nightclub di L'Avana, per improvvisare di fronte un microfono di uno studio di registrazione. La musica che ne scaturì, conosciuta in tutto il mondo come jam session cubana, rivoluzionò la musica popolare afro-cubana. Sotto la direzione di Cachao, questi musicisti poterono improvvisare liberamente nella maniera del jazz, ma i loro stili derivavano dalla musica popolare di Cuba. 
Secondo il documentario del 2008 La Época, all'inizio degli anni sessanta Cachao fu uno dei due bassisti maggiormente famosi a New York (l'altro era Alfonso "El Panameno" Joseph, che fu il bassista del leggendario trio cubano Arsenio Rodríguez per otto anni, fino alla morte di Arsenio nel dicembre del 1970). Joseph e López si sostituirono l'un l'altro per un periodo di cinque anni, suonando nei locali di New York come the Palladium Ballroom, The Roseland, The Birdland, Havana San Juan, e Havana Madrid. Nel documentario La Época si racconta che, mentre Cachao suonava con l'orchestra di Machito a New York, Joseph era a Cuba a suonare con Candido Camero. Quando Joseph lasciò Candido per entrare nell'orchestra di Charlie Rodriguez e Johnny Pacheco, fu Cachao a prendere il posto lasciato da Joseph.
Per un po' Cachao fu due musicisti in uno: nella scena musicale di New York era riverito come un dio, con concerti dedicati a lui e dischi della sua musica prodotti da René López; a Miami era un musicista ordinario che poteva suonare ai matrimoni o nelle band dei nightclub dell'epoca di Miami Vice.
Negli anni novanta, l'attore Andy García produsse i dischi Master Sessions e i grandi concerti in suo onore. Da allora il nome Cachao ritornò famigliare e la sua reputazione continuò a salire.
Suo nipote Orlando Cachaíto López divenne uno dei pilastri del famoso gruppo Buena Vista Social Club.
Cachao ha suonato con artisti come Celia Cruz, Bebo Valdes, Tito Puente, Willy Chirino, Paquito D'Rivera, Willie Colón, la sua musica è stata usata per il film Piuma di struzzo e nel videogioco Grand Theft Auto: Vice City. 
Andi Garcia produsse anche due documentari sulla sua musica: Cachao... Como Su Ritmo No Hay Dos (1993) e Cachao: Uno Más, che fu premiato nell'Aprile 2008 al San Francisco International Film Festival. L'ispirazione per Cachao: Uno Más, girato al DOC Film Institute della San Francisco State University, deriva dal concerto che Cachao tenne al Bimbo's 365 Club di San Francisco e la première del film fu seguita da un concerto di tributo con la John Santos Band al Yoshi's Jazz Club di San Francisco.
Lopez è morto la mattina del 22 marzo 2008 a Coral Gables in Florida, all'età di 89 anni.

## Premi
Lopez vinse molti Grammy Award, sia per il suo lavoro, sia per i suoi contributi negli album delle maggiori star della musica latina, tra cui Gloria Estefan. Nel 1994 vinse un Grammy per Master Sessions Volume 1. Nel 2003 vinse un Latin Grammy per Best Traditional Tropical Latin Album insieme a Bebo Valdés e Patato Valdés per El Arte Del Sabor. L'ultimo fu del 2005 per l'album ¡Ahora Si!.

## Discografia
- 1957 - Cuban Jam Sessions in Miniature - From Havana to Nueva York (Panart/Caney)
- 1958 - Camina Juan Pescao (Duher)
- 1958 - Jam Session With Feeling (Maype)
- 1959 - Canta contrabajo, vol. 2 (Duher)
- 1959 - El Gran Cachao/La leyenda, vol. 1 (Kubaney)
- 1959 - Con el ritmo de Cachao/La leyenda, vol. 2 (Kubaney)
- 1961 - Descarga Latina (Discmedi Blau)
- 1961 - Discarga con Cachao (Maype)
- 1961 - Descargas y Mambo (Maype)
- 1961 - Cuban Music in Jam Session/Descarga Cubana (Bonita/Musicalia)
- 1961 - Superdanzones (Egrem)
- 1976 - Descarga '77, vol. 1 e 2 (Salsoul/Sony International)
- 1981 - Walpataca/Latin Jazz Descarga Part 1 (Tania)
- 1985 - Walpataca II / Latin Jazz Descarga Part 2 (Tania)
- 1986 - Maestro de maestros (Tania)
- 1994 - Master Sessions, vol. 1 (Epic/Crescent Moon)
- 1995 - Master Sessions, vol. 2 (Epic/Crescent Moon)
- 1999 - Cuba linda (EMI)
- 2004 - Ahora si (Univision)